# أجاف رفيع الأوراق
أغاف رفيع الأوراق (الاسم العلمي: Agave  angustifolia)، هو نبات ينتمي إلى الفصيلة الهليونية. ويستوطن المكسيك و أمريكا الوسطى. ويستخدم لإنتاج مشروب الميزكال الكحولي، ويستخدم أيضاً للزينة.

## معرض الصور

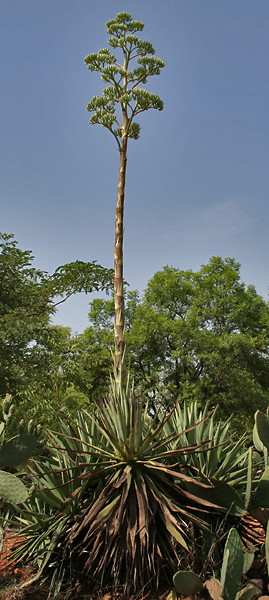
أغاف مزهر في حيدر آباد بالهند.
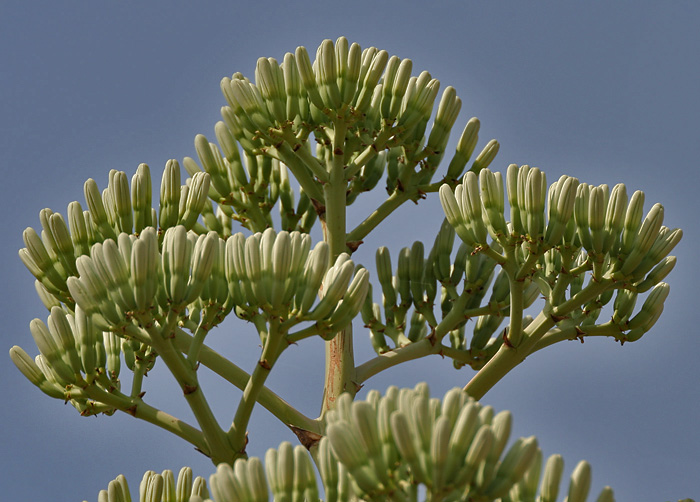
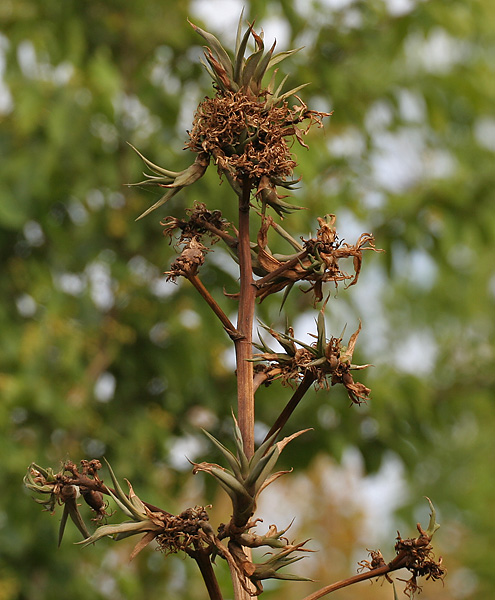
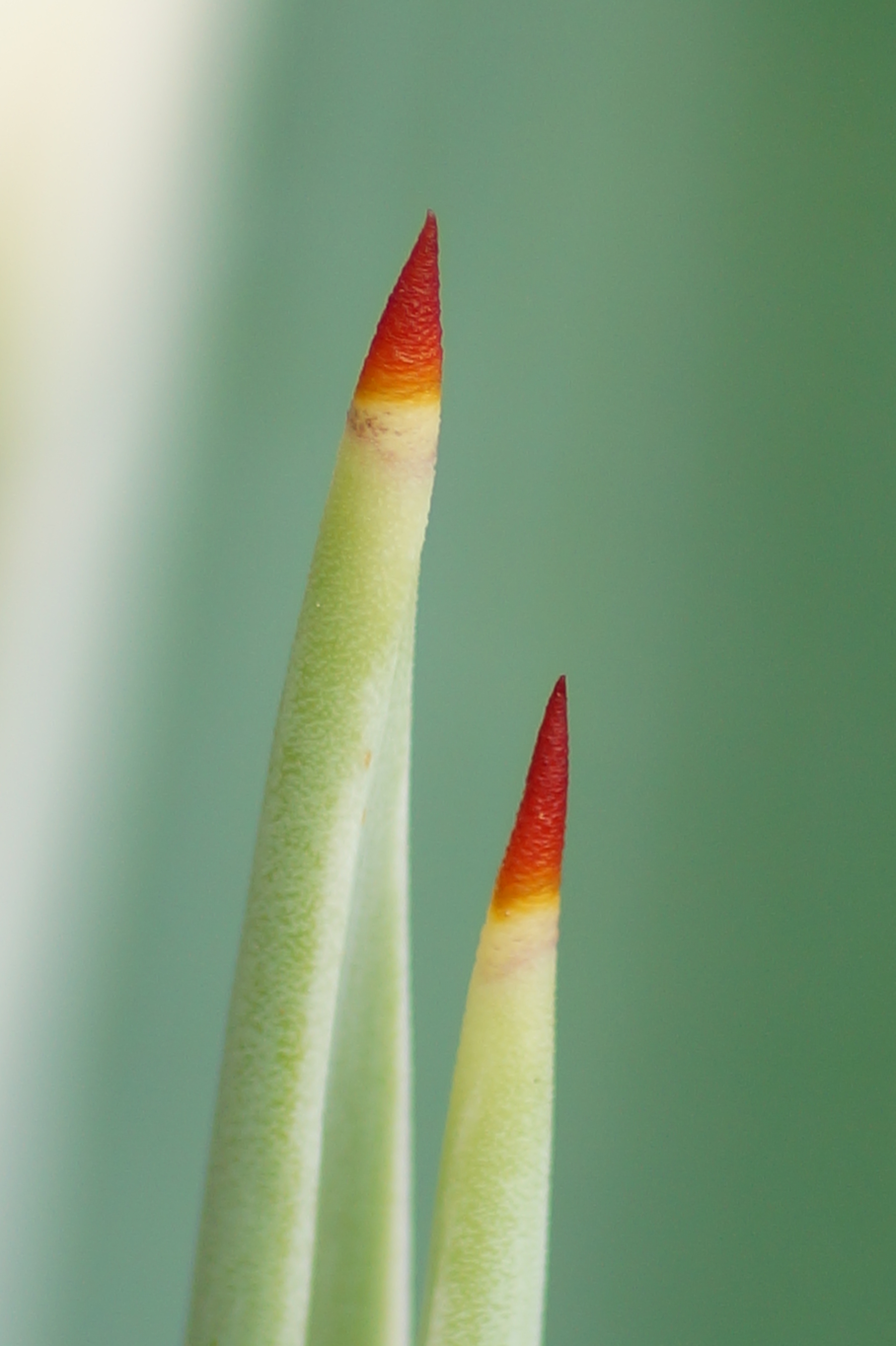
أشواك حديثة النمو